# Liste der Biografien/Ceu
Liste der Biografien |
Portal Biografien |
Personensuche
# |
A |
B |
C |
D |
E |
F |
G |
H |
I |
J |
K |
L |
M |
N |
O |
P |
Q |
R |
S |
T |
U |
V |
W |
X |
Y |
Z |
?
 
Ca |
Cb |
Cc |
Ce |
Ch |
Ci |
Cj |
Ck |
Cl |
Cm |
Cn |
Co |
Cr |
Cs |
Ct |
Cu |
Cv |
Cw |
Cy |
Cz
 
Cea |
Ceb |
Cec |
Ced |
Cee |
Cef |
Ceg |
Ceh |
Cei |
Cej |
Cek |
Cel |
Cem |
Cen |
Ceo |
Cep |
Cer |
Ces |
Cet |
Ceu |
Cev |
Cey |
Cez
Die Liste der Biografien führt alle Personen auf, die in der deutschsprachigen Wikipedia einen Artikel haben. Dieses ist eine Teilliste mit 10 Einträgen von Personen, deren Namen mit den Buchstaben „Ceu“ beginnt.

## Ceu
- Céu (* 1980), brasilianische Sängerin
- Céu Guerra, Maria do (* 1943), portugiesische Film-, Theater- und Fernseh-Schauspielerin und Theaterregisseurin
- Céu, Maria do (* 1957), osttimoresische Präsidentschaftskandidatin, NGO-Gründerin
- Céu, Violante do (1601–1693), portugiesische Nonne und Lyrikerin

### Ceui
- Ceui, japanische Sängerin

### Ceul
- Ceulemans, Jan (* 1957), belgischer Fußballspieler und -trainerJan Ceulemans (* 1957)

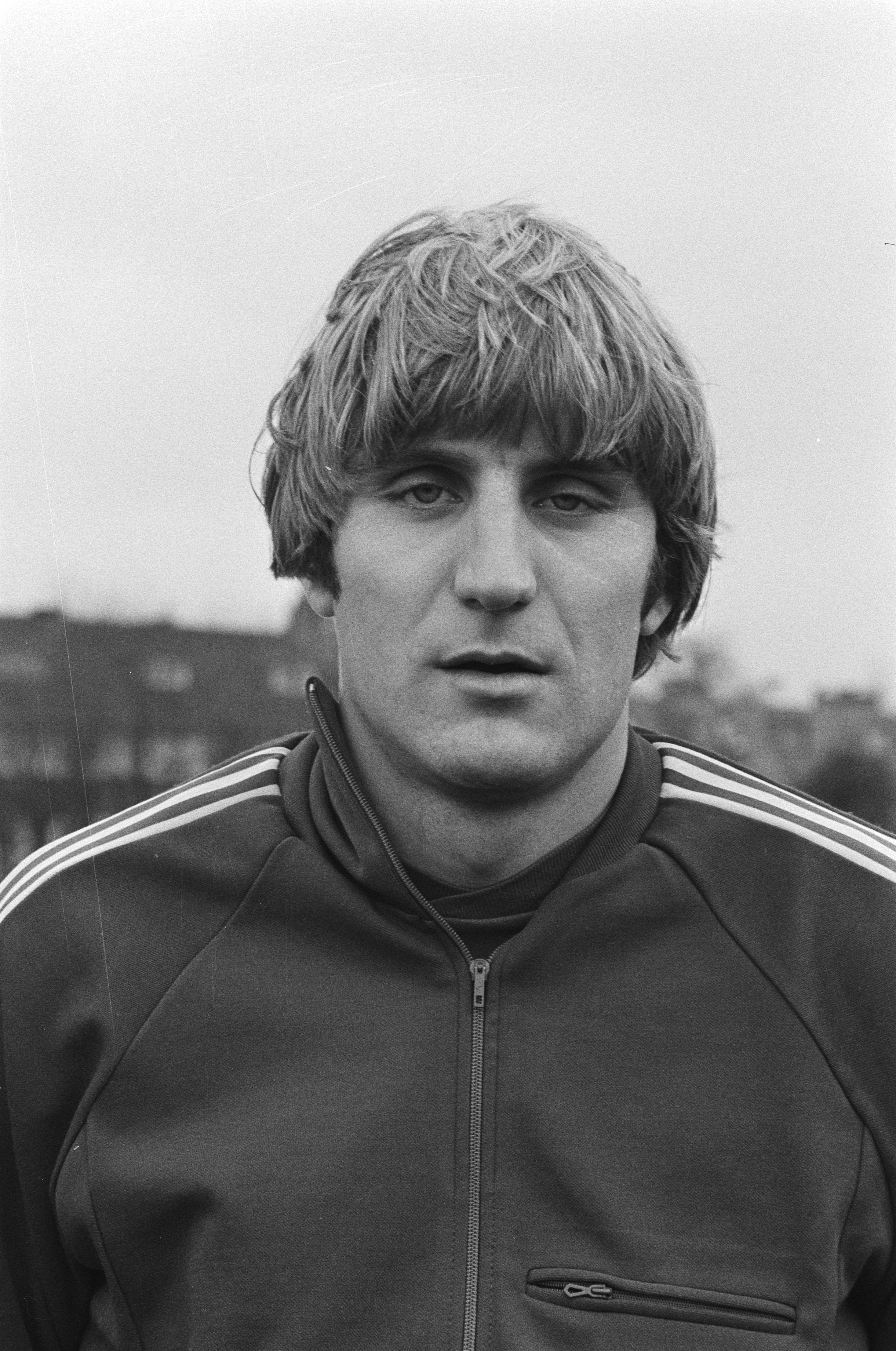
Jan Ceulemans (* 1957)

- Ceulemans, Raymond (* 1937), belgischer Billardspieler
- Ceulemans, Rik (* 1972), belgischer Langstreckenläufer
- Ceulen, Ludolph van (1540–1610), niederländischer Mathematiker

### Ceus
- Ceuster, Jacques de (* 2000), belgischer Eishockeyspieler